# JoJo no kimyō na bōken: Diamond wa kudakenai daiisshō
JoJo no kimyō na bōken: Diamond wa kudakenai daiisshō (jap. ジョジョの奇妙な冒険 ダイヤモンドは砕けない 第一章) – japoński film na podstawie mangi Diamond Is Unbreakable, będącej częścią serii JoJo’s Bizarre Adventure autorstwa Hirohiko Arakiego. Za reżyserię na podstawie scenariusza Itaru Ery odpowiadał Takashi Miike, a za dystrybucję Tōhō i Warner Bros. Pictures. Premiera w japońskich kinach odbyła się 4 sierpnia 2017.

## Fabuła
W prefekturze M, w fikcyjnym mieście Morioh, które jest nękane przez serię tajemniczych morderstw, Josuke Higashikata, uczeń drugiej klasy liceum, zaprzyjaźnia się z nowym uczniem Koichim Hirose, jednocześnie pokazując swoje dziwne moce, dzięki którym naprawia rower Koichiego. Później Josuke udaremnia napad na sklep spożywczy dokonany przez chuligana działającego pod wpływem stworzenia podobnego do wody. Następnie Josuke spotyka Jotaro Kujo, który przedstawia się jako jego siostrzeniec, wyjaśniając, że Josuke jest nieślubnym synem jego dziadka, Josepha Joestara. Po krótkiej walce wynikającej z nieporozumienia, Jotaro wyjaśnia, że moce Josuke są standem, manifestacją energii życiowej użytkownika, jednocześnie pokazując czasowo-manipulacyjne zdolności swojego własnego standu, Star Platinum. Jotaro ostrzega Josuke, że morderstwa są dziełem innego użytkownika standu. Josuke uświadamia sobie, że stworzenie, które widział poprzedniego dnia, było standem, nie zdając sobie sprawy, że jego użytkownikiem jest seryjny morderca o imieniu Anjuro „Angelo” Katagiri, który zamierza zabić chłopaka za jego ingerencję. Następnego dnia Angelo kieruje swój stand, Aqua Necklace, do domu Higashikatów. Mimo że nie udaje mu się zabić matki Josuke, Tomoko, zabija jego dziadka, Ryoheia, kiedy na pomoc przybywa Jotaro. Obaj zostają przytłoczeni przez Aqua Necklace, dopóki Josuke nie zwabia go do gumowej rękawicy. Po odnalezieniu Angela Josuke używa swojego standu, Crazy Diamond, aby połączyć go ze skałą, podczas gdy seryjny morderca wyjawia, że zdobył swoje moce od tajemniczego ucznia liceum posługującego się strzałą.
Podczas pogrzebu Ryoheia, Josuke i Koichi podążają za młodzieńcem o imieniu Keicho Nijimura, dobroczyńcą Angela, do opuszczonego domu, gdzie zostają zaatakowani przez niego i jego młodszego brata, Okuyasu. Gdy Okuyasu i jego stand, The Hand, blokują Josuke, Keicho wciąga Koichiego do domu po tym, jak strzała przebiła mu szyję. Josuke rusza za nimi, pokonawszy wcześniej Okuyasu, który sam przyjął cios od standu Keicho, Bad Company. Gest Josuke, polegający na uzdrowieniu Okuyasu, zostaje nagrodzony, gdy ten pomaga mu uratować Koichiego, nie zamierzając przeszkadzać im w poszukiwaniach łuku i strzały. Keicho przechodzi do ofensywy, zmuszając Koichiego do ujawnienia swojego standu, rozczarowany, że jest to jedynie duże jajo, po czym zostaje pokonany. Josuke i Koichi natrafiają wkrótce potem na nieśmiertelną abominację. Keicho wyjawia, że to jego ojciec, którego stan jest wynikiem bycia dawnym poplecznikiem Dio Brando, wyjaśniając, że tworzy kolejnych użytkowników standów, mając nadzieję, że któryś z nich będzie w stanie zakończyć cierpienie jego ojca. Josuke, domyślając się, że Pan Nijimura nie stracił całkowicie poczucia własnej tożsamości po tym, jak Crazy Diamond naprawił cenne rodzinne zdjęcie, proponuje pomoc braciom Nijimura w przywróceniu ojcu człowieczeństwa, mimo że Keicho waha się, czy oddać mu łuk i strzałę. Jednakże, gdy stand o nazwie Sheer Heart Attack nagle atakuje, Keicho poświęca się, aby chronić Okuyasu. Josuke później ponownie spotyka się z Jotaro, przysięgając kontynuować dzieło swojego dziadka, by chronić Morioh, a Koichi i Okuyasu postanawiają go wspierać.
W scenie po napisach pokazany jest dom, w którym na stole leży papierowa torba zawierająca odciętą rękę trzymającą strzałę. Jest to nawiązanie do głównego antagonisty mangi, Yoshikage Kiry.

## Obsada
- Kento Yamazaki – Josuke Higashikata[3]
- Ryūnosuke Kamiki – Koichi Hirose[4]
- Nana Komatsu – Yukako Yamagishi[3]
- Masaki Okada – Keicho Nijimura[5]
- Mackenyu Arata – Okuyasu Nijimura[5]
- Takayuki Yamada – Anjuro Katagiri[6]
- Yūsuke Iseya – Jotaro Kujo[7]
- Alisa Mizuki – Tomoko Higashikata[3]
- Jun Kunimura – Ryohei Higashikata[3]

## Produkcja
We wrześniu 2016 ogłoszono, że Tōhō i Warner Bros. nawiązały współpracę w celu stworzenia filmu aktorskiego opartego na czwartej części mangi JoJo’s Bizarre Adventure autorstwa Hirohiko Arakiego. Obie wytwórnie planowały dystrybucję na całym świecie i miały nadzieję na stworzenie kontynuacji.
W listopadzie 2016 producent Takashi Hirano powiedział, że próbował zaadaptować JoJo’s Bizarre Adventure od 10 lat i nabył prawa od Arakiego około 5 lat wcześniej. Hirano wyjaśnił, że zdecydował się wpierw na adaptację Diamond is Unbreakable, ponieważ uważał ją za najbardziej lubianą część serii. We wczesnych fazach produkcji rozważał zmiany dotyczące postaci i fabuły, na przykład nadanie głównemu bohaterowi nie-japońskiego imienia i pochodzenia, ale ostatecznie zrezygnował z tego pomysłu.
Reżyser Takashi Miike był już zaznajomiony z tą mangą. Powiedział, że chciał, aby film miał lekko zachodni klimat i zawierał duże budynki pojawiające się w oryginale. Miike przypomniał sobie hiszpańskie miasto Sitges, które odwiedził podczas Festiwalu Filmowego w Sitges, i zdecydował się na realizację zdjęć właśnie tam. Okres zdjęciowy miał miejsce w Japonii i w Sitges. W Hiszpanii Miike musiał współpracować z lokalną ekipą, która nie mówiła po japońsku.

## Odbiór
Po światowej premierze na Międzynarodowym Festiwalu Filmów Fantastycznych w Neuchâtel, film JoJo no kimyō na bōken: Diamond wa kudakenai daiisshō zdobył Nagrodę Publiczności.
Film zadebiutował na piątym miejscu w japońskim box office, a w drugim tygodniu spadł na miejsce jedenaste. W rezultacie, jak powiedział informator Oriconu, postawiło to pod znakiem zapytania plany studia dotyczące kontynuacji.
W recenzji dla Anime News Network, Kim Morrissy nazwała film „zaskakująco udaną” adaptacją mangi, która jest przystępna także dla nowych widzów, chwaląc sceny akcji i tempo. Opisując go jako spójny i dobrze skonstruowany od początku do końca, zauważyła, że poprzez usunięcie niektórych złoczyńców i połączenie ról innych, film stanowi ulepszenie w stosunku do oryginalnych „potworów tygodnia” i lepiej sprawdza się jako film pełnometrażowy. Morrissy uznała jednak, że zastąpienie efektownego stylu i jasnych kolorów mangi mroczną i ciężką fabułą sprawia, że oglądanie jest znacznie mniej przyjemne.
Dając filmowi ocenę 3/5, Scott Beggs z Nerdist nazwał JoJo no kimyō na bōken: Diamond wa kudakenai daiisshō energetycznym, pomysłowym i zabawnym, ale posiadającym poważne wady. Pozytywnie ocenił szczegółowe efekty wizualne, które tworzą „film używający prawdziwych ludzi i miejsc, by wyglądać jak anime”, oraz szybkie tempo pierwszej połowy, która jest nieustannie zabawna. Jednak drugą połowę określił jako „niewiarygodnie powolną” i „jeszcze bardziej obciążoną” przez dodatkowe elementy fabularne. Nieznający materiału źródłowego Beggs zauważył, że film dostarcza wiele informacji; część z nich jest wyjaśniana ekspozycyjnie, ale niektóre pozostają bez wyjaśnienia.
Matt Donato ze /Film przyznał filmowi ocenę 6,5/10, pisząc, że choć dostarcza szalonej akcji i dziwacznych momentów, jest „nierówny, sklecony na oślep i męczący”. Nie znając materiału źródłowego, zauważył, że film dostarcza tak wiele informacji, że jego dwugodzinny czas trwania wydaje się dwa razy dłuższy. Donato skrytykował również wielokrotne fałszywe zakończenia w fabule. Matt Schley z Otaku USA dał filmowi negatywną recenzję za jego tempo oraz „odpychającą paletę barw”. Podkreślając, że to jest część pierwsza, zaznaczył, że przez powolne tempo „praktycznie żaden” z wątków fabularnych nie dochodzi do rozwiązania.